# Земмур, Эрик
Эри́к Земму́р (фр. Éric Zemmour; род. 31 августа 1958, Монтрёй) — французский политический деятель алжирского происхождения. Журналист, писатель и политик с ультраправой консервативной националистической идеологией. Лидер политической партии «Реконкиста» с 5 декабря 2021 года.

## Биография
Родился 31 августа 1958 года в городе Монтрёй в семье алжирских евреев, переселившейся в метрополию с началом Алжирской войны. Окончил Институт политических исследований в Париже и в 1985 году поступил на работу в газету Le Quotidien de Paris, где в 1986 году занял позицию политического журналиста. В 1994 году издание закрылось, Земмур некоторое время работал в Info-Matin, а в 1996 году продолжил карьеру политического обозревателя в Le Figaro, но в 2009 году был вынужден уйти оттуда из-за спорных суждений, высказанных на телеканале Canal+. С 2003 по 2014 год вёл полемическую программу Ça se dispute (примерный перевод названия: «Об этом спорят») на телеканале I-Télé, который позднее был переименован в CNews, где Земмур вёл программу Face à l’info. Получил общенациональную скандальную известность своими резкими суждениями — Высший совет аудиовизуальной сферы предъявил телекомпании ряд исков, в которых высказывания Земмура расценивались как разжигающие ненависть и насилие.
С 2012 по 2021 год регулярно публиковался в газете Le Figaro.
Эрик Земмур — автор нашумевших политических эссе Le Premier Sexe («Первый пол», 2006), Mélancolie française («Французская меланхолия», 2010), Le suicide français («Самоубийство Франции», 2014) и программной книги: La France n’a pas dit son dernier mot («Франция ещё не сказала своего последнего слова», 2021). Политические хроники Земмура на французском вещании RTL вышли в трёх отдельных изданиях: Z comme Zemmour («З значит Земмур», 2011), Le bûcher des vaniteux («Костёр тщеславных», 2012) и Le bûcher des vaniteux 2 (2013).

### Кандидатура на президентских выборах в 2022 году
29 апреля и 30 мая 2021 года сайт Mediapart опубликовал расследование с обвинениями Земмура в сексуальной агрессии. В этот же период участились сообщения, циркулировавшие уже в течение нескольких недель, о намерении Земмура выдвинуть свою кандидатуру на президентских выборах 2022 года. 2 июня 2021 года главный редактор газеты Le Figaro Алексис Брезе разъяснил свою позицию коллективу журналистов: Земмуру не предъявлены официально никакие обвинения со стороны правоохранительных органов; если он объявит о выдвижении своей кандидатуры на выборах, то в тот же день потеряет возможность печататься в Le Figaro.
24 сентября 2021 года Земмур, уже не скрывая президентских амбиций, на следующий день после публичных теледебатов с левым политиком Жан-Люком Меланшоном, по приглашению венгерских правых прибыл в Будапешт и был принят консервативным премьер-министром Виктором Орбаном.
28 сентября опубликованы результаты социологического исследования, проведённого компанией Harris Interactive. Земмур получил рейтинг 13 %, оказавшись в лидирующей группе правых: Марин Ле Пен (16 %), Ксавье Бертран (14 %) и Валери Пекресс (12 %).
23 октября 2021 года группа более ста журналистов опубликовали на сайте Mediapart воззвание к коллегам, преамбула которого гласила: «Мы, уважающие демократические ценности журналисты, считаем, что не нужно вести дебаты с людьми, отстаивающими фашистские, расистские, ксенофобские, сексистские, гомофобные и негативистские идеи, а нужно только бороться с ними и/или игнорировать их». В тексте обращения Земмур не упоминался, но оно было воспринято приверженцами правых идей как призыв к цензурированию его публичных выступлений.
13 октября 2021 года, Земмур получил рейтинг 17-18 %, оказавшись в лидирующей группе правых: Марин Ле Пен (15 %), Ксавье Бертран (14 %) и Валери Пекресс (11 %). 9 ноября 2021 года растущая тенденция поддержки Земмура была подтверждена новым интерактивным опросом Harris, который приписывает ему 18-19 % голосов в первом туре, сохраняя второе место среди всех кандидатов после Эмманюэля Макрона, по-прежнему лидирующего с 23-24 %.
30 ноября 2021 года Эрик Земмур официально объявил о выдвижении своей кандидатуры на президентских выборах 2022 года. Согласно действующему французскому законодательству о выдвижении кандидатов на президентских выборах Земмур должен собрать подписи 500 выборных должностных лиц любого уровня (общее количество политиков с правом такой подписи составляет около 47 тысяч) для включения своей фамилии в избирательные бюллетени.
5 декабря 2021 года на первой общественно-политической акции своей кампании в городе Вильпент (Сен-Сен-Дени), прошедшей при силовом противодействии активистов борьбы с расизмом, Земмур объявил о создании политического объединения «Reconquête» (Реконкиста), которое развернуло агитацию под девизом Impossible n’est pas français («Невозможное — это не французское» или «Невозможно — это не по-французски»). Название нового движения по всей видимости вдохновлено средневековыми войнами испанской и португальской монархий, имевшими общей целью вытеснение мавров с Пиренейского полуострова.
17 января 2022 года Эрика Земмура приговорили к штрафу в €10 тыс. за то, что 29 сентября 2020 года в эфире CNews назвал несовершеннолетних иммигрантов «ворами, убийцами и насильниками».
18 февраля 2022 года были опубликованы результаты социологического исследования, проведённого Французским институтом общественного мнения (IFOP), согласно которым Земмур впервые с осени 2021 года занял по рейтингу популярности (16,5 %) второе место после президента Макрона (25 %). Тем не менее, к 17 февраля 2022 года Земмур собрал лишь 291 подпись выборных должностных лиц в свою поддержку из 500 необходимых (сбор подписей завершается 4 марта), однако уже через неделю число подписей увеличилось до 415, в чём опередил своего конкурента Марин Ле Пен.
1 марта 2022 года Земмур набрал 620 подписей, преодолев проходной барьер и заметно опередив других правых кандидатов (Дюпон-Эньян набрал 532 подписи, Марин Ле Пен — 503).
После начала российского вторжения на Украину Земмур начал терять поддержку избирателей из-за своей пророссийской позиции, большая часть голосов перешла к более умеренной в этом вопросе Ле Пен.
10 апреля 2022 года в первом туре выборов Земмур набрал чуть больше 7 % голосов и не вышел во второй тур голосования.

### Кандидатура на парламентских выборах в 2022 году
12 мая 2022 года газета Var-Matin сообщила, что на парламентских выборах Земмур выдвигает свою кандидатуру в 4-м избирательном округе департамента Вар, в котором получил один из лучших своих результатов в ходе президентских выборов.
Эрик Земмур проиграл в первом туре, набрав 23,19% голосов. Во второй тур по округу прошли кандидат Национального объединения (24,74%) и кандидат партии Макрона (28,51%).

## Политические взгляды

### Общая характеристика
В интервью телекомпании BFM TV в 2014 году Земмур определил свои убеждения как «голлио-бонапартизм: величие Франции, значительная роль государства, уважение к французской культурной традиции».
В общественном мнении Франции взгляды Земмура рассматриваются как крайне правые. Его обвиняют в антифеминизме, ассимиляционизме по отношению к иммигрантам, суверенизме (то есть в приверженности идее сохранения национального суверенитета Франции вопреки европейской интеграции и глобализации), а также в антилиберализме, в радикальной критике ислама и в отрицании изменения климата.

### Международные отношения
Эрик Земмур призывает «искать новые союзы», например, с Россией, продолжая при этом работать с США, Великобританией и Германией.
В частности, дискутируя с философом Бернаром Анри Леви в эфире телеканала RT, он призвал к «привилегированному союзу с Россией» и заявил, что «глупо демонизировать Россию, когда главный враг — Китай».

#### Оборона и выход из НАТО
Земмур заявил о НАТО: «Я думаю, что НАТО должно было распасться в 1990 году, когда исчез СССР, и когда Варшавский договор исчез».

Более того, для Эрика Земмура НАТО не только устарело, но и вредно для Франции: «НАТО превратилось в машину для порабощения стран, которые предположительно являются союзниками Соединенных Штатов, а на самом деле ими не являются, что их обязали подчиниться и даже [с ними] обращались жестоко, как мы видели в этой австралийской истории».

Он также заявлял в прошлом: «НАТО непригодно для борьбы с новыми угрозами», комментируя исламский терроризм и войну в Сирии.

Он предложил выйти из НАТО.

#### О России
Земмур выступает за протянутую руку России, отменяя «несправедливые» и «контрпродуктивные» антироссийские санкции, принятые Западом, в частности, после аннексии Крыма Российской Федерацией по итогам референдума в 2014 году.

Эрик Земмур заявил, что Франция должна «иметь привилегированный союз с Россией».
«Глупо демонизировать Россию, потому что настоящий враг — это Китай».

Что касается развития России после падения СССР, он считает, что при президентстве Бориса Ельцина Россия «была продана с аукциона мафиозным олигархам и американцам»: «Ельцин был марионеткой американцев, пенсионеры голодали и не видели своих пенсий», и что с тех пор «Путин восстановил власть государства».

Что касается НАТО, воспринимаемого Россией как угроза, Земмур заявляет: «Именно американцы нападают на Россию […] именно Буш-отец пообещал Горбачёву не расширять НАТО, которая распространилась не только на страны Восточной Европы […], но и на пояс, который окружает Россию».
Земмур в интервью France 5 в январе 2022 года: «Я думаю, что Франция могла бы показать дружественные сигналы по отношению к России, например, отменив санкции. Если бы я был президентом, я бы сказал, что больше не будет санкций против России».
24 февраля 2022 года на запрос агентства Франс-Пресс предвыборный штаб Земмура сообщил, что он «безоговорочно осуждает российскую военную операцию, которая началась прошлой ночью в Украине» (фр. condamne sans réserve l’intervention militaire russe qui a débuté cette nuit en Ukraine).

## Труды

### Политика
- Balladur, immobile à grands pas, Paris, Grasset, 1995, ISBN 9782246489719
- Le Coup d'État des juges, Paris, Grasset, 1997, ISBN 9782246525516
- Le Livre noir de la droite, Paris, Grasset, 1998, ISBN 9782246562511
- Une certaine idée de la France, collectif, Paris, France-Empire, 1998, ISBN 9782704808724
- Le Dandy rouge, Paris, Plon, 1999, ISBN 9782259190589
- Les Rats de garde avec Patrick Poivre d’Arvor, Paris, Stock, 2000, ISBN 9782234052178
- Chirac, l’homme qui ne s’aimait pas, Paris, Éditions Balland, 2002, ISBN 9782715814080
- Le Premier Sexe[фр.], Paris, Éditions Denoël, 2006, ISBN 9782207257449
- Mélancolie française[фр.], Paris, Fayard / Éditions Denoël, 2010, ISBN 9782213654508
- Z comme Zemmour, Paris, Le Cherche midi, 2011, ISBN 9782749118659
- participation à Philippe Muray, Paris, Éditions du Cerf, coll. Cahiers d’histoire de la philosophie, 2011, ISBN 978-2204095365
- Le Bûcher des vaniteux, Paris, Albin Michel, 2012, ISBN 9782226240248
- Le Bûcher des vaniteux 2, Paris, Albin Michel, 2013, ISBN 9782226245410
- Le Suicide français[фр.], Paris, Albin Michel, 2014, ISBN 9782226254757
- Un quinquennat pour rien[фр.], Paris, Albin Michel, 2016, ISBN 2226320083
- Destin français[фр.], Paris, Albin Michel, 2018, ISBN 9782226320070
- La France n’a pas dit son dernier mot[фр.], Paris, Rubempré, 2021, ISBN 9782957930500

### Романы
- Le Dandy rouge, Plon, 1999, ISBN 978-2-259-19058-9
- L’Autre, Éditions Denoël, 2004, ISBN 978-2-207-25496-7
- Petit Frère[фр.], Éditions Denoël, 2008, ISBN 978-2-207-25668-8

## Комментарии
1. ↑  Уже названием своей книги он противопоставил её знаменитому феминистскому манифесту Симоны де Бовуар «Второй пол», а в тексте осудил феминизацию мужчин и предупредил об опасности краха общественных устоев вследствие растущего влияния женщин[12]
2. ↑  Он имел в виду фиаско продажи французских подводных лодок, связанное с новым союзом, заключенным между Вашингтоном, Лондоном и Канберрой[39]